# Makovci
Makovci (wł. Macovzi) – wieś w Chorwacji, w żupanii istryjskiej, w gminie Grožnjan. W 2011 roku liczyła 107 mieszkańców.